# 俄罗斯战术环节统一指挥控制系统
俄罗斯战术环节统一指挥控制系统（俄语：единая система управления тактического звена，英語：unified tactical control system。縮寫爲：ЕСУ ТЗ，羅馬化：ESU TZ），是俄羅斯星座公司爲俄羅斯军方便開發的一种用于战场指挥和控制的先进技术系统ESU TK是一个统一的作战控制系统，包括11个子系统，控制电子战系统、火炮、防空、工程和后勤等，以及一个单一的信息网络，集成了无线电中继、对流层和数字等多种类型的通信。该系统的主要目标是提高作战效率和战场信息共享，使指挥官能够更好地指挥和控制战斗部队。

## 理念[2]
早在苏联时期，苏联元帅谢尔盖·列昂尼多维奇·索科洛夫和德米特里·季莫费耶维奇·亚佐夫等军事部门领导人下开始思考并研究一种新的军事指挥和控制方法。苏联在理论上创建了自己的了“以网络为中心的类型系统”（системы сетецентрического типа）的概念，并根据成本和时间进行计算。苏联元帅尼古拉-奥加尔科夫在 20 世纪 80 年代中期提出了将情报、自动控制和火控手段结合起来的想法。但是随着苏联解体，这些理念被束之高阁。
第二次车臣战争结束后，俄罗斯意识到源自第一次世界大战的指挥和控制系统已经完全过时，必须改变。随后，俄罗斯将将苏联的理念发展成果与俄罗斯的技术基础结合起来开始开发此系统。俄罗斯沃罗涅日星座康采恩股份有限公司于 2001 年接手了这项工作，并付诸实施。

## 開發[4]
系统总设计师是 Sozvezdie 企业的总经理 阿兹列特-别基耶夫（Azret Bekkiev）
以«Созвездие-М»为项目代号的ESU TK 的开发工作在 2000 年就一开始，其中包括开发使用导航系统以及卫星和无人监视设备创建综合指挥和控制系统。
2007年，开始对ESU TZ的原型机进行测试。
2010年，军方向开发商提出了105条意见。评价该系统完全符合 2000 年的要求，但不符合现代战争的要求。
2012 年 7 月，弗拉基米尔·普京总统表示：ESU TZ原型机“尚未完全满足国防部设定的要求”。
2016年，该系统在Kavkaz-2016战略指挥和参谋演习中进行了测试。 
此后，每年都持续改进，一直持续到2018年。
2018 年 10 月 26 日。 星座康采恩股份有限公司于 11 月与国防部签订合同，提供战术环节统一指挥控制系统（ESU TZ）。

## 工作原理
系统是包括从班、载具、坦克指挥官到旅指挥部的所有指挥官，以及侦察、总部、后勤点等等的一个单一的信息网络。根据每个角色所担任的职务，优先级会有所不同。旅长可以从任何级别的人那里获取信息。在作战条件下，如果整个旅指挥部在某一时刻失去能力，系统中的邻近单位可以接管失去指挥的部队的领导权。
每辆战车、每支部队、每种侦察和击溃手段都会向共同战场传输有关已识别目标的数据和其他重要信息。所有有权可以访问ESU TZ的其他行动参与者都能看到这些信息，尤其是上级指挥官。例如，一名兵长在移动装甲车纵队时遭到伏击，所有人都会立即实时获知这一情况。旅（团、营）指挥官可以根据整体信息情况迅速做出行动决策。
在正常的战斗中，当敌军突然出现时，系统能够建议最佳配置的己方部队进行打击，将部分力量转移到突破点，或者与可以在指定坐标进行打击的友邻部队进行协调。

## 作用
ЕСУ ТЗ是基于计算机网络和通信技术的系统，能够将各个战场单元的信息进行集中管理和处理。通过UTLMS，不同战场单元之间可以实现实时的信息交流和共享，从而提高了指挥官的决策能力和战斗效能。
ЕСУ ТЗ的主要功能包括战场态势感知、战场指挥与控制、战场信息共享和战场通信等。战场态势感知是指通过传感器和监测装置获取战场上的各种信息，并将其显示在指挥官的控制终端上，使指挥官能够全面了解战场的实时态势。战场指挥与控制是指通过ЕСУ ТЗ对作战单元进行指挥和控制，包括任务分配、目标选择和兵力调度等。战场信息共享是指将各个战场单元的信息进行集中管理和处理，使其能够实时共享给其他战场单元。战场通信是ЕСУ ТЗ的基础，通过高速、可靠的通信网络，实现各个战场单元之间的信息传输和通信。
ЕСУ ТЗ的优点是提高了指挥官的决策能力和作战效能。通过实时的战场态势感知和信息共享，指挥官可以更准确地了解战场的情况，做出更明智的决策。同时，ЕСУ ТЗ还可以实现战场单元之间的协同作战和兵力调度，提高了作战效率和战斗力。
此外，ЕСУ ТЗ还具有灵活性和可扩展性。该系统可以根据战场需求进行定制和升级，以适应不同的作战环境和任务需求。同时，UTLMS还可以与其他作战系统进行集成和互操作，实现更高级别的指挥和控制。

## 缺点
1.依赖互联网。因为此网络系统需要网络需要覆盖相当不错的区域才可以发挥效力。如果摧毁信号中继节点，将导致系统作用范围减小。
2.依赖卫星互联网。必须拥有一个真正强大的卫星群，能够在一天中的任何时间、任何地点为各旅提供互联网服务。构建卫星群成本高昂。
3.依赖终端数量。各种数据终端数量会有相当的财务和培训压力。

## 测试和使用
2007 年，统一战术指挥系统（UTS TZ）的基础套件投入试运行。
2021年1月，俄罗斯武装部队西部军区司令部宣布举行首次以网络为中心的演习，在演习中使用ESU TZ。
2021年10月，俄罗斯南方军区各部队和部队在俄罗斯南部和外高加索地区17个地区的演习中大规模使用ESU TZ。